# Jassidophaga hodosa
Jassidophaga hodosa är en tvåvingeart som först beskrevs av Kuznetzov 1993.  Jassidophaga hodosa ingår i släktet Jassidophaga och familjen ögonflugor. Inga underarter finns listade i Catalogue of Life.